# Dmítrivka (Pervomàiske)
|  | Per a altres significats, vegeu «Dmítrivka». |

Dmítrivka (en (ucraïnès): Дмитрівка) és un poble de la República Autònoma de Crimea a Ucraïna, que el 2014 tenia 143 habitants. Pertany al districte rural de Pervomàiske.